# Charlotte (Vermont)
Charlotte ist eine Town im Chittenden County des Bundesstaats Vermont in den Vereinigten Staaten, mit 3912 Einwohnern (laut Volkszählung von 2020).

## Geografie

### Geografische Lage
Charlotte liegt im Südwesten des Chittenden Countys, am westlichen Ufer des Lake Champlains. Viele kleine Wasserläufe durchziehen die Town, der größte ist der Lewis Creek im Süden, der westwärts im Lake Champlain mündet. Es gibt nur wenige, kleine Seen auf dem Gebiet der Town. Die Oberfläche eben, mit drei Erhebungen, von denen die höchste der im Süden gelegene, 301 m hohe Philo Mountain ist, der mit seinen Hängen den Philo Mountain State Park bildet.

### Nachbargemeinden
Alle Entfernungen sind als Luftlinien zwischen den offiziellen Koordinaten der Orte aus der Volkszählung 2010 angegeben.
- Norden: Shelburne, 2,9 km
- Osten:  Hinesburg, 16,5 km
- Südosten:  Monkton, 11,8 km
- Süden:  Ferrisburgh, 5,9 km
- Westen:  Essex NY, 18,0 km

### Stadtgliederung
Die Town gliedert sich in die Villages Charlotte und East Charlotte, zudem gibt es noch die Ansiedlung Thompson`s Point.

### Klima
Die mittlere Durchschnittstemperatur in Charlotte liegt zwischen −7,8 °C (18 °Fahrenheit) im Januar und 20,6 °C (69 °Fahrenheit) im Juli. Damit ist der Ort gegenüber dem langjährigen Mittel der USA um etwa 9 Grad kühler. Die Schneefälle zwischen Mitte Oktober und Mitte Mai liegen mit mehr als zwei Metern etwa doppelt so hoch wie die mittlere Schneehöhe in den USA. Die tägliche Sonnenscheindauer liegt am unteren Rand des Wertespektrums der USA, zwischen September und Mitte Dezember sogar deutlich darunter.

## Geschichte

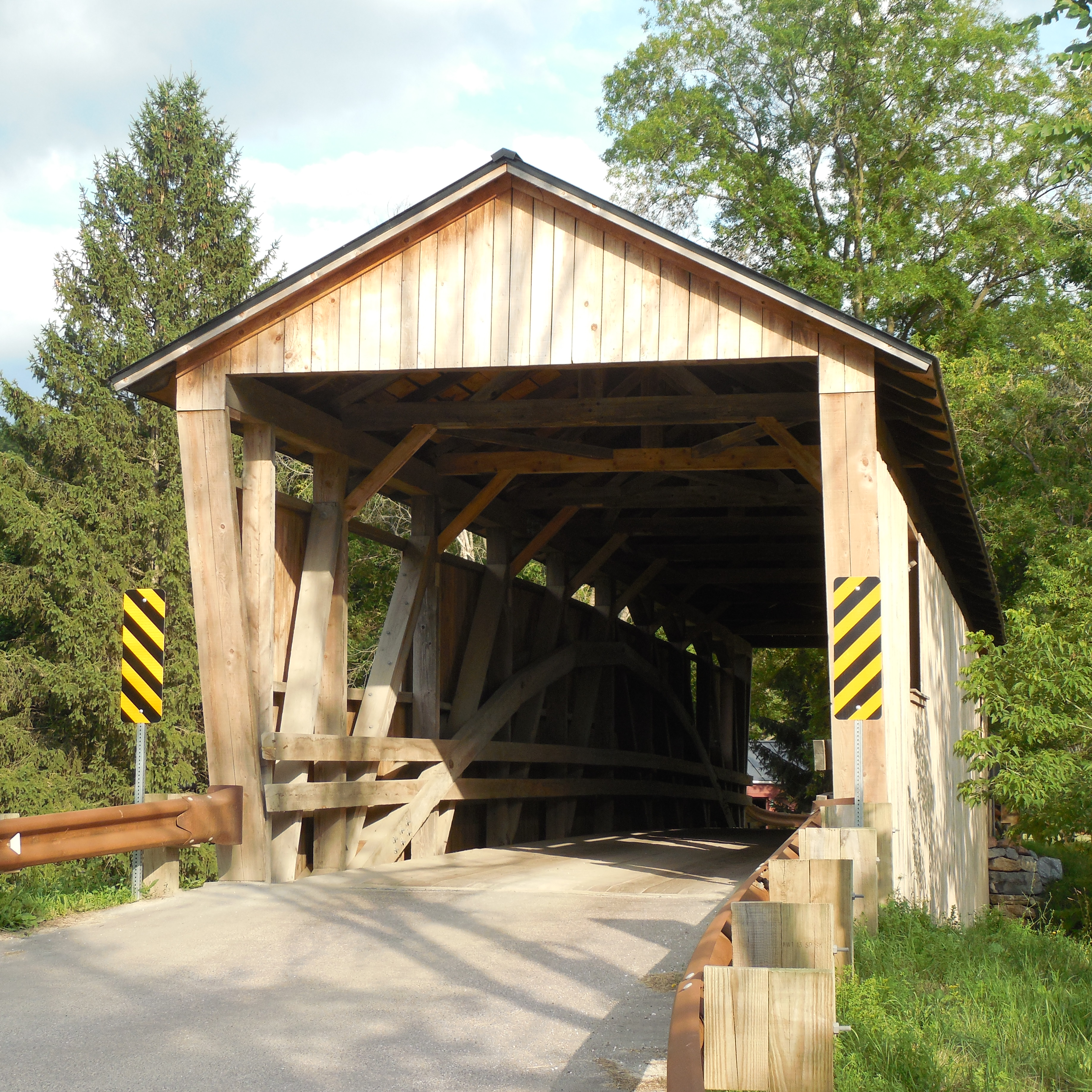
Quinlans Covered Bridge

Charlotte wurde am 7. Juni 1763 von Benning Wentworth als einer der New Hampshire Grants zur Besiedlung ausgerufen. Benannt wurde Charlotte, ursprünglich Charlotta nach Sophie Charlotte von Mecklenburg-Strelitz, der jungen Ehefrau von Georg III. Der erste Siedler war im Jahr 1776 Derrek Webb. Er blieb nicht über den Winter, kam jedoch im Jahr 1777 zurück, blieb jedoch wieder nicht und verließ Charlotte im Mai des Jahres. Erst 1784 ließ er sich dauerhaft nieder, weitere Siedler folgten. Bereits im Jahr 1790 wurde eine Fährverbindung nach Essex in New York eingerichtet. Diese Fährverbindung ist eine der ältesten der Vereinigten Staaten, die noch heute in Betrieb ist.
Eine Anbindung durch die Bahnstrecke Bellows Falls–Burlington bestand bis 1961. Peter Shumlin, bis 2017 Gouverneur von Vermont, stellte die erneute Inbetriebnahme für das Jahr 2017 noch in Aussicht.

### Einwohnerentwicklung
| Volkszählungsergebnisse – Town of Charlotte, Vermont | Volkszählungsergebnisse – Town of Charlotte, Vermont | Volkszählungsergebnisse – Town of Charlotte, Vermont | Volkszählungsergebnisse – Town of Charlotte, Vermont | Volkszählungsergebnisse – Town of Charlotte, Vermont | Volkszählungsergebnisse – Town of Charlotte, Vermont | Volkszählungsergebnisse – Town of Charlotte, Vermont | Volkszählungsergebnisse – Town of Charlotte, Vermont | Volkszählungsergebnisse – Town of Charlotte, Vermont | Volkszählungsergebnisse – Town of Charlotte, Vermont | Volkszählungsergebnisse – Town of Charlotte, Vermont |
| Jahr                                                 | 1700                                                 | 1710                                                 | 1720                                                 | 1730                                                 | 1740                                                 | 1750                                                 | 1760                                                 | 1770                                                 | 1780                                                 | 1790                                                 |
| ---------------------------------------------------- | ---------------------------------------------------- | ---------------------------------------------------- | ---------------------------------------------------- | ---------------------------------------------------- | ---------------------------------------------------- | ---------------------------------------------------- | ---------------------------------------------------- | ---------------------------------------------------- | ---------------------------------------------------- | ---------------------------------------------------- |
| Einwohner                                            |                                                      |                                                      |                                                      |                                                      |                                                      |                                                      |                                                      |                                                      |                                                      | 635                                                  |
| Jahr                                                 | 1800                                                 | 1810                                                 | 1820                                                 | 1830                                                 | 1840                                                 | 1850                                                 | 1860                                                 | 1870                                                 | 1880                                                 | 1890                                                 |
| Einwohner                                            | 1231                                                 | 1679                                                 | 1526                                                 | 1702                                                 | 1620                                                 | 1634                                                 | 1589                                                 | 1430                                                 | 1342                                                 | 1240                                                 |
| Jahr                                                 | 1900                                                 | 1910                                                 | 1920                                                 | 1930                                                 | 1940                                                 | 1950                                                 | 1960                                                 | 1970                                                 | 1980                                                 | 1990                                                 |
| Einwohner                                            | 1254                                                 | 1163                                                 | 1160                                                 | 1089                                                 | 1082                                                 | 1215                                                 | 1271                                                 | 1802                                                 | 2561                                                 | 3148                                                 |
| Jahr                                                 | 2000                                                 | 2010                                                 | 2020                                                 | 2030                                                 | 2040                                                 | 2050                                                 | 2060                                                 | 2070                                                 | 2080                                                 | 2090                                                 |
| Einwohner                                            | 3569                                                 | 3754                                                 | 3912                                                 |                                                      |                                                      |                                                      |                                                      |                                                      |                                                      |                                                      |

## Wirtschaft und Infrastruktur

### Verkehr
Charlotte wird vom U.S. Highway 7 in nordsüdlicher Richtung durchquert. Er verbindet Charlotte im Norden mit Shelburne und im Süden mit Vergennes. Über den Lake Champlain führt eine regelmäßige Fährverbindung nach Essex, New York. Die nächstgelegenen Stationen der Amtrak befinden sich in Westport oder Essex-Junction.

### Öffentliche Einrichtungen
Es gibt kein Krankenhaus in Charlotte. Das  University of Vermont Medical Center in Burlington, ist das nächstgelegene Krankenhaus.

### Bildung
Charlotte gehört mit Hinesburg, Shelburne, St. George und Williston zur Chittenden South Supervisory Union In Charlotte befindet sich die Charlotte Central School. Sie bietet Schulklassen von Pre-Kindergarten bis zum achten Schuljahr.
Die Charlotte Public Library befindet sich an der Ferry Road in Charlotte.
In Charlotte kümmert sich die Charlotte Historical Society um die Bewahrung der Geschichte.

## Persönlichkeiten

### Söhne und Töchter der Stadt
- Jerediah Horsford (1791–1875), Politiker, Abgeordneter für Vermont im US-Repräsentantenhaus
- John A. Kasson (1822–1910), Politiker, Abgeordneter für Iowa im US-Repräsentantenhaus

### Persönlichkeiten, die vor Ort gewirkt haben
- Lawrence S. Hamilton (1925–2016), Umweltaktivist